# Pánamerikai játékok
A pánamerikai játékok az amerikai kontinens nemzetközi sporteseménye, amelyet 1951 óta négyévente rendeznek meg, a nyári olimpia előtti évben. A rendezésért a Pánamerikai játékok sportszervezete felelős, ami 1948-ban alakult, első elnöke Avery Brundage volt. 

## Története
Az 1932-es Los Angeles-i olimpián egy gyűlésen megállapodtak arról, hogy rendeznek egy olyan nemzetközi sporteseményt, amelyen Észak- és Dél-Amerika minden országa rész fog venni. A Pánamerikai Játékok elnevezést először egy 1937-ben, a texasi Dallasban megrendezett sporteseményre használták. Egy 1940-es gyűlésen megállapodtak, hogy 1942-ben rendezik Buenos Airesben az első pánamerikai játékokat, a világháború miatt azonban ezt 1951-re kellett halasztani. Az első Pánamerikai Játékokat az argentin főváros, Buenos Aires rendezte meg 1951. február 25. és március 9. között, ahol 19 ország 2 513 sportolója versenyzett 18 sportágban. Az 1955-ös mexikói játékokon már 22 ország sportolói versenyeztek. Az első város, amelyik kétszer is megrendezte ezt a sporteseményt, Mexikóváros volt, először 1955-ben, másodszor 1975-ben. 1990-ben Argentínában, Las Leñasban téli játékokat is rendeztek. A 2019-es játékokat a perui főváros, Lima rendezte meg. Az első Junior Pánamerikai játékokat 2021-ben tartották Kolumbiában. A 2023-as, sorrendben 19. Pánamerikai játékokra Santiago de Chile városában kerül sor október 20. és november 5. között. 

## Az eddigi játékok
11 ország 16 városa rendezett eddig Pánamerikai játékokat, Mexikó és Kanada rendezett legtöbbször (mindkét ország háromszor), Mexikóváros és a kanadai Winnipeg két alkalommal is házigazda volt. 
| 1951 | Buenos Aires, Argentína                 |
| 1955 | Mexikóváros, Mexikó                     |
| 1959 | Chicago, Amerikai Egyesült Államok      |
| 1963 | Sao Paulo, Brazília                     |
| 1967 | Winnipeg, Kanada                        |
| 1971 | Cali, Kolumbia                          |
| 1975 | Mexikóváros, Mexikó                     |
| 1979 | San Juan, Puerto Rico                   |
| 1983 | Caracas, Venezuela                      |
| 1987 | Indianapolis, Amerikai Egyesült Államok |
| 1991 | Havanna, Kuba                           |
| 1995 | Mar del Plata, Argentina                |
| 1999 | Winnipeg, Kanada                        |
| 2003 | Santo Domingo, Dominikai köztársaság    |
| 2007 | Rio de Janeiro, Brazília                |
| 2011 | Guadalajara, Mexikó                     |
| 2015 | Toronto, Kanada                         |
| 2019 | Lima, Peru                              |
| 2023 | Santiago de Chile, Chile                |

## Sportágak
A játékokon összesen 36 sportágban versenyeznek a résztvevők (ezek többsége olimpiai sport).  
- 3x3 kosárlabda
- Asztalitenisz
- Atlétika
- Baseball
- Baszk pelota
- Birkózás
- Bowling
- Breaktánc
- Cselgáncs
- Evezés
- Falmászás
- Golf
- Gyeplabda
- Íjászat
- Kajak-kenu
- Karate
- Kerékpározás
- Kézilabda
- Kosárlabda
- Labdarúgás
- Lovaglás
- Műugrás
- Nyíltvízi úszás
- Ökölvívás
- Öttusa
- Raketball
- Roller
- Rögbi
- Röplabda
- Softball
- Sportlövészet
- Strandröplabda
- Súlyemelés
- Szinkronúszás
- Taekwondo
- Tenisz
- Tollaslabda
- Triatlon
- Úszás
- Vitorlázás
- Vívás
- Vízilabda
- Vízisí

## A játékok kabalaállatai
A játékoknak először az 1979-es San Juanban megrendezett játékokon volt kabalaállata. A kabalák a következők voltak: 
- 1979: Coqui (béka)
- 1983: Santiaguito (oroszlán)
- 1987: Amigo (zöldpapagáj)
- 1991: Tocopán (madár)
- 1995: Lobi (tengeri oroszlán)
- 1999: Pato és Lorita (kacsák)
- 2003: Tito (tengeri tehén)
- 2007: Caué (nap)
- 2011: Huichi (rénszarvas), Gavo (agávé) és Leo (oroszlán)
- 2015: Pachi (sül)
- 2019: Milco (szobor)
- 2023: Fiu (madár)

## Résztvevő országok
A legutóbbi, 2019-es játékokon 41, a NOB által elismert ország vett részt. 
- Amerikai Egyesült Államok
- Amerikai Virgin-szigetek
- Antigua és Barbuda
- Argentína
- Aruba
- Bahamák
- Barbados
- Belize
- Bermuda
- Bolívia
- Brazília
- Brit Virgin-szigetek
- Chile
- Costa Rica
- Dominikai közösség
- Dominikai köztársaság
- Ecuador
- Grenada
- Guatemala
- Guyana
- Haiti
- Honduras
- Jamaica
- Kanada
- Kajmán-szigetek
- Kolumbia
- Kuba
- Mexikó
- Nicaragua
- Panama
- Paraguay
- Peru
- Puerto Rico
- Saint Kitts és Nevis
- Saint Lucia
- Saint Vincent és Grenadines
- Salvador
- Suriname
- Trinidad és Tobago
- Uruguay
- Venezuela

## Külső hivatkozások
- https://www.panamsports.org/ A Pánamerikai Játékok hivatalos honlapja
- https://www.santiago2023.org/en A 2023-as Pánamerikai játékok hivatalos honlapja